# Francisca Tatchouop Belobe
Francisca Tatchouop Belobe, le 3 décembre 1972 à Malabo en Guinée équatoriale est la première femme vice-présidente de la Communauté économique des États de l’Afrique centrale (CEEAC), ancienne 2e vice-présidente de l’Assemblée nationale pour le compte du Partido Democrático de Guinea Ecuatorial (PDGE) ainsi que ministre de l’Économie est un personnage de la vie politique de la Guinée équatoriale. .

## Biographie

### Enfance et débuts
Francisca Tatchouop Belobe est née le 3 décembre 1972 à Malabo en Guinée équatoriale.
Diplômée d'un Magister artium en sciences politiques de l'Université Johan Wolfgang Goethe de Francfort-sur-le-Main en Allemagne, elle est spécialisée en développement social et économique.

### Carrière
Elle est la première femme vice-présidente de la Communauté économique des États de l'Afrique centrale (CEEAC).
Elle a occupé la fonction de vice-ministre de l’Économie, du Commerce et de la Promotion des entreprises de 2008 à 2009, avant de devenir ministre du même département de 2009 à 2011.
Elle a été député du Partido Democrático de Guinea Ecuatorial.
À l'issue de cette expérience gouvernementale, elle a rédigé un guide d'investissement et commercial dénommé « Guinea a Mano 2013 ».